# کاخ حواری
کاخ حواری (به لاتین: Palatium Apostolicum ; ایتالیایی: Palazzo Apostolico) محل اقامت رسمی پاپ، پیشوای کلیسای کاتولیک، واقع در شهر واتیکان است. این مکان همچنین به کاخ پاپ و کاخ واتیکان معروف است. در خود واتیکان از این بنا به افتخار پاپ سیکتوس پنجم، که بیشتر کاخ را ساخته‌است، به عنوان کاخ سیکتوس پنجم یاد می‌شود.